# ТЕС Джамалпур (PowerPac)
24°54′35″ пн. ш. 89°57′40″ сх. д. / 24.90972° пн. ш. 89.96111° сх. д.
ТЕС Джамалпур (PowerPac) — електрогенеруючий майданчик на півночі Бангладеш, створений компанією PowerPac.
У 21 столітті на тлі стрімкого зростання попиту в Бангладеш почався розвиток генеруючих потужностей на основі двигунів внутрішнього згоряння, які могли бути швидко змонтовані. Зокрема, в 2016-му у Джамалпурі почала роботу електростанція компанії PowerPac. Вона має 12 генераторних установок Wärtsilä 20V32GD потужністю по 8,9 МВт. За договором із державною електроенергетичною корпорацією Bangladesh Power Development Board майданчик PowerPac має гарантувати поставку 95 МВт електроенергії.
Як паливо ТЕС споживає нафтопродукти. За умови подачі до регіону природного газу вона також може використовувати цей вид палива.
Для видачі продукції майданчик підключили до електропідстанції 132 кВ.
Можливо відзначити, що в Джамалпурі також працює електростанція компанії United Power.